# Turbo Schtroumpf
Turbo Schtroumpf (Smurf Racer) est un jeu vidéo de course sorti en 2000 sur PlayStation et Windows. Le jeu a été développé par A2M et édité par Infogrames.

## Système de jeu
Turbo Schtroumpf est un jeu de course qui se reprend l'univers et les personnages de la franchise Les Schtroumpfs. Son gameplay est similaire à celui de Mario Kart. Le jeu dispose dispose d'un total de 10 circuits répartis en quatre zones.

## Mode du jeu
Le jeu dispose de 3 modes :
- Course simple : Une course rapide sur un des circuits au choix
- Challenge : Équivaut à un mode grand prix. Permet de débloquer des personnages
- Drapeau : Récupérer le plus de drapeau possible

## Personnages
Il y a un total de 12 personnages, 8 au départ et 4 à débloquer
Personnages de départ :
- Le Grand Schtroumpf
- La Schtroumpfette
- Le Schtroumpf Cuisinier
- Le Schtroumpf Farceur
- Le Schtroumpf Costaud
- Le Schtroumpf Peintre
- Le Schtroumpf Musicien
- Le Schtroumpf Bricoleur

A débloquer :
- Le Schtroumpf Sauvage : Finir Le village des Schtroumpfs en mode Challenge
- Le Schtroumpfissime : Finir Le Grand Château en mode Challenge
- Le Schtroumpf Super Drive : Finir La zone interdite en mode Challenge
- Le Cosmoschtroumpf : Finir Le défi du Cosmoschtroumpf

Le Schtroumpf à Lunettes apparaît également dans le jeu, il fait office de guide et donne le départ de la course.